# Подвільк
Подвільк (пол. Podwilk) — село в Польщі, у гміні Яблонка Новотарзького повіту Малопольського воєводства.
Населення — 2379 осіб (2011).
У 1975—1998 роках село належало до Новосондецького воєводства.
Протікає річка Чєрна Орава.

## Демографія
Демографічна структура станом на 31 березня 2011 року:
|          | Загалом | Допрацездатний вік | Працездатний вік | Постпрацездатний вік |
| -------- | ------- | ------------------ | ---------------- | -------------------- |
| Чоловіки | 1217    | 292                | 802              | 123                  |
| Жінки    | 1162    | 258                | 699              | 205                  |
| Разом    | 2379    | 550                | 1501             | 328                  |